# Parandra formosana
Parandra formosana là một loài bọ cánh cứng trong họ Cerambycidae.